# Hamlet (Franz Liszt)
Hamlet (S 104) is een symfonisch gedicht gecomponeerd door Franz Liszt. Het is geïnspireerd op William Shakespeares Hamletfiguur.

## Beschrijving

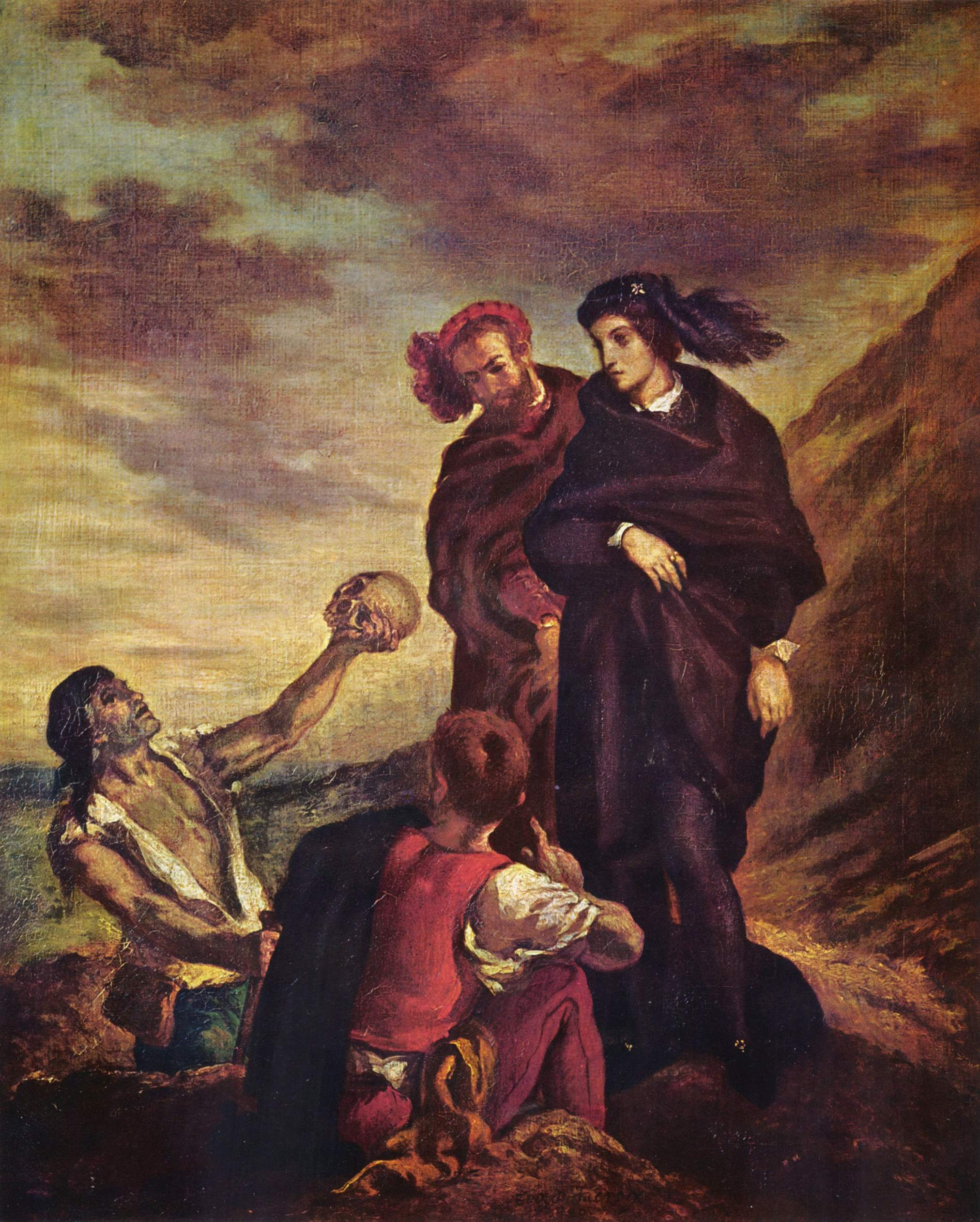
Hamlet en Horatio op het kerkhof, schilderij van Eugène Delacroix, 1839

Dit symfonische gedicht is een muziekstuk in één deel, hoorbaar onderverdeeld in enkele onderdelen. In tegenstelling tot vele composities van Liszt is er van Hamlet één versie, die van 1858.
Het jaar 1858 was voor Liszt een jaar met grote teleurstellingen. Zijn voortdurende onenigheid met het bestuur van het Hoftheater in Weimar werd onhoudbaar en de irritaties onomkeerbaar. De climax kwam toen Liszt tijdens de première van een opera van de bevriende componiste Peter Cornelius werd weggehoond en met veel boegeroep werd ontvangen. Het symfonisch gedicht Hamlet beleefde niet, zoals zoveel werken daarvoor, de bedoelde première in Weimar en het duurde tot 1878 voordat Hamlet in première ging; een gelegenheid waar Liszt niet eens bij was.
Pas in 1886 woonde hij er een uitvoering van bij; twee maanden voor zijn dood. 
Noch in sfeer noch in vorm behoort Hamlet tot de symfonische gedichten uit de zogenaamde ‘Weimar-periode’ van Liszt. Oorspronkelijk was het bedoeld als ouverture tot een opvoering van Shakespeares toneelstuk, maar Liszts compositie anticipeert niet op de tragedie in het toneelstuk maar concentreert zich op de Deense prins zelf. De compositie lijkt geïnspireerd op de vertolking van Hamlet door de beroemde acteur Bogomil Dawison die Weimar in 1856 bezocht. Liszt noteerde dat Dawison ‘niet een onzekere dromer portretteerde die verpletterd wordt door zijn missie’ zoals Goethe het in zijn Wilhelm Meister voor zich zag, maar een ‘intelligente, ondernemende prins, boordevol levensvatbare politieke ideeën, die het juiste moment afwacht om wraak te nemen en zijn ambitie koning te worden in plaats van zijn oom, waar wil maken’. 
Enkele delen van deze korte compositie - ze duurt maximaal 14 minuten - laten zeker ruimte voor deze interpretatie maar Liszt zou Liszt niet zijn als hij ook gepreoccupeerd was met Hamlets zelfironie en de uitstraling die hij had door zijn noodlot en zijn persoonlijkheid. Het werk komt enigszins mozaïekachtig over met zijn verschillende sferen: exaltatie, groteskerie en fragmenten van begrafenismarsen. In het, bij Liszt, onvermijdelijk religioso-onderdeel horen we de puurheid van de figuur Ophelia. Zij wordt, vooral door de orkestratie en de melodie van de soloviool, in relatie gebracht met de figuur Marguerita in Liszts Faustsymfonie en in het bijzonder het ‘ewig Weibliche’ daarin. 
In vorm is Hamlet, net als de andere symfonische gedichten, gebaseerd op het variatieprincipe. Het werk begint met een aantal maten met een muzikaal motto in zich. De afwijking zoals genoemd zit in enkele vreemde, dissonante passages die Liszt inbouwde. In plaats van het opbouwen van spanning, en het weer doen ontspannen, laat Liszt in Hamlet alleen de spanning oplopen en lost ze niet op. Hamlet kan men aldus interpreteren als een werk dat de latere fase van Liszts orkestrale kunst introduceert. Hij pakt nieuwe tonale concepten op, de muziek wordt losser en fragmentarischer, vreemder ook. Maar in Hamlet klinkt ook nog het romantische ideaal door en de dissonante passages worden in het programma uitgelegd en in verband gebracht met de psychische staat waarin Hamlet zich bevindt. Doordat Liszt alleen de spanning laat oplopen kunnen we dit associëren met het feit dat er geen oplossing voor Hamlets zorgen is of komt en daarom klinken er geen oplossende harmonieën. Daarom kan het werk ook niet met een (be)vredige(nde) conclusie eindigen, maar eindigt het met een half fluisterend motief in de pauken… ‘the rest is silence’.